# Danièle Dupré
Danièle Dupré (Le Havre, 1938. november 16. – Le Havre, 2013. november 24.) francia énekesnő. Ő képviselte Luxemburgot az 1957-es Eurovíziós Dalfesztiválon, de nem jutott be az első három helyezett közé.

## Fordítás
- Ez a szócikk részben vagy egészben  a   Daniele Dupré című angol Wikipédia-szócikk ezen változatának fordításán alapul.  Az eredeti cikk szerkesztőit annak laptörténete sorolja fel. Ez a jelzés csupán a megfogalmazás eredetét és a szerzői jogokat jelzi, nem szolgál a cikkben szereplő információk forrásmegjelöléseként.